# 占族
占族（占語：ꨂꨣꩃ ꨌꩌꨚ Urang Campa、越南语：／：高棉語：），東南亞民族，公元2世紀建古國占婆，至1471年被越南後黎朝瓦解成多個土司自治領地，1832年被越南阮朝改土歸流吞併滅國，今占人分佈於柬埔寨東部、越南中南部，總人口約50万。占婆語屬南岛语系，與印尼蘇門答臘島亞齊人的亞齊語最親近。原為印度教徒，9-10世紀兼信佛教，至17世紀末部分變成穆斯林。

## 分佈
歷史上，占婆國是以占族人為主體的國家（位於今天的越南中南部），後來在18至19世紀中葉，占婆國被越南滅國，占族人部分被越南人屠殺和同化，部分四處逃散。如今，占族比較集中的地區包括柬埔寨的磅湛省，越南的寧順省和平順省等。在泰國、老撾、馬來西亞以及中國的海南島也有占族人及其後裔分佈，《宋史》卷489载：“雍熙三年(986年)……儋州上言：占城人蒲罗遏为交趾所逼，率其族百口来附。”這些海南岛的占族人被中华人民共和国政府认定为回族，被學界稱爲回辉人。
占族人分为4个支系。第一个是受婆罗门教，即印度教影响的婆罗门占族，这一支系人数最多。第二支系数量也相当多，为婆尼占族，也称旧回教占族。第三支系是新回教占族，即伊斯兰占族。还有信奉占族傳統信仰的赫雷占族。婆罗门占族和婆尼占族主要生活在越南宁顺和平顺两省。婆罗门占族自称为本地占族或婆占，以与婆尼占族相区分。婆罗门占族沿袭了印度教的多神信仰，而婆尼占族的回教早已完全本地化，与当地民间信仰合为一体。伊斯兰占族信奉正统伊斯兰，他们主要居住在越南安江省、西宁省和胡志明市等地，他们是移居柬埔寨的越南占族，后又回迁并生活在越南南部地区。赫雷占族主要生活在越南平定、富安等省，他们信奉原始信仰，文化与周边的巴拿族和埃地族比较相似。

## 歷史

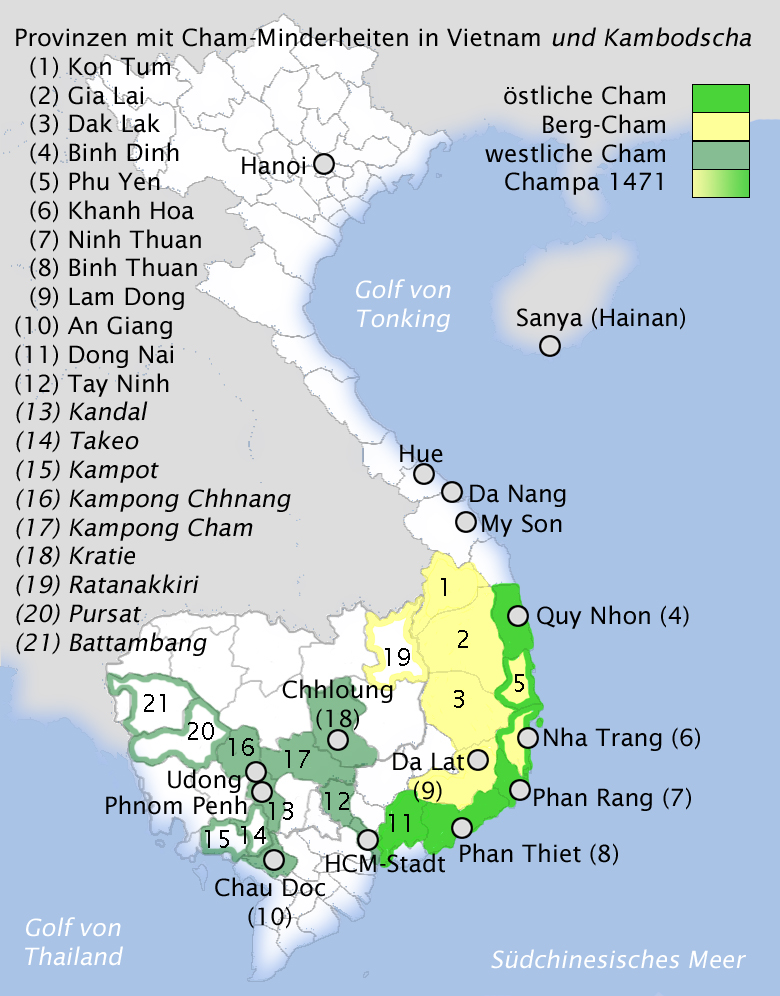
现今占族在东亚的分布图

占族人群的母系遗传主要为孟-高棉人等中南半岛南部的土著居民。父系分别来自马来群岛、中南半岛和印度等南亚地区。与深受中国文化影响的越南北部不同，占婆受到印度文化的强烈影响。其地在汉代屬於日南郡的象林县，隶属于交趾刺史部，是汉代疆域的最南端。当地土著又称“林邑”。东汉末年（192年），占人区连杀死象林县令，从中国独立，占据了日南郡的南部地区，以婆罗门教为国教，建立占婆补罗（Campapura，“pura”梵文意為“城邑”）。占婆建国初期，中国史书称之为“林邑”，南北朝以后则改称“占城”。至唐代又改称“占婆”、“占城”，國力一度非常兴盛。到15世纪，逐渐衰落，被越南逐步蠶食，1832年越南阮朝明命帝改土归流，占城完全灭亡。部分遺民仍在越南南部和柬埔寨生活，亦有部份族人迁至今天的马来西亚地区。中国南方种植的优良水稻品种之一“占城稻”，就是由占婆引进中国的。他们的海上贸易也十分活跃，宋人周去非《岭外代答》載：“占城、大食之民，岁航海而来贾于中国者多矣”。

## 語言
占族的語言占語分幾種方言，均屬於南岛语系的马来-波利尼西亚语族，是一种多音节非声调语言，拥有与马来语相近的底层词汇，但许多语法与马来语有差异。占族使用巴利文系统的占文，占文在17世纪诞生，由左至右书写，字母因地区而有差异，柬埔寨占文的字母表包括4个元音，2个双元音和29个辅音。越南占文字母表有五个短元音，五个长元音，和四个双元音，主要用于日常交流和神职人员记录经书。占族人举行婚礼、葬礼等所有仪式都必须使用占语和占族文字，但据最新统计，在15岁以上的占族人当中，只有4%的人能顺利听说占语，14.85%的人会认字，但阅读、写作不精。其他80.45%的人不懂占语。

## 宗教
占人早期多信仰印度教和佛教，占婆國後期，受阿拉伯商人的影響，部分皈依伊斯蘭教。有人说他们是受马六甲影响而信教。他們不吃豬肉但飲酒，齋月也只齋戒三天。
據法國學者喬治·馬司培羅的說法，伊斯蘭教的傳入占婆，大約是中國的宋代（960年至1279年）。而在占婆傳說當中，亦有阿拉（Allah）於1000年至1036年「君臨都城」之事。
馬司培羅估計，伊斯蘭教之傳入占婆，有可能源於「高棉之回教徒為馬來人所化，因以傳布回教於安南」。
馬司培羅又指出，時至20世紀初，柬埔寨的六萬占族人口，皆信奉伊斯蘭教；而越南九萬占族人口，信奉伊斯蘭教的則佔三分之一，他們自稱為「占白尼」（Chams Beni）。「占」即占人，「白尼」即宗教子弟之意。越南有三分之二的占族為印度教徒，另有小部分維持傳統信仰。

## 社會
占族古代分为椰子氏族和槟榔氏族两个族群，椰子氏族居住在南部，槟榔氏族则居住在北部。两个氏族都是母系社会，只有皇室家族例外，根据印度教传统，王位需由男性来继承。在占婆国时期，依照印度教传统，占族社会被分为婆罗门、刹帝利、吠舍和首陀罗四个种姓。但占族的种姓制度与印度本土有明显的区别，占族中的不同种姓可以通婚，高种姓的女人可以嫁给低种姓的男人。
婆罗门占族、婆尼占族和赫雷占族依然保留着典型的母系制度，伊斯兰占族则遵循父系制度。占族母系制度的具体表现包括子女随母姓，家庭财产由女儿继承，家族以母系划分，各项礼仪以母亲氏族为准。占族母系制度的特征之一是孩子随母姓。其次是群居，家中女儿同母亲住在一起。一个家族的也一样，通常女儿是跟妈妈。小女儿将跟父母住一起，并享有财产继承权。财产分给所有女儿，但最小的最多，儿子什么都拿不到。
占族婚姻是女方把男方“娶”进门。”占族婚俗中，女方家可主动提亲。女儿到了谈婚论嫁的年纪时，父母将从当地小伙子中挑一个最好的当女婿。说媒、提亲等所有程序都是秘密进行的，他们常请媒人到男方家试探其态度。姑娘有权为自己找丈夫，而新郎要听从新娘的安排，并住在新娘家里。随着现代生活的发展，年轻夫妇已可以单独生活，但仍要遵循女方家的习俗。去世后，占族男性将被安葬在母亲氏族的墓园里。
占族遵循的是母系制度，但并非母权制度。女性虽是一家之主，但实际上决定权仍掌握在其丈夫手中。族长是男人，而不是女人。一个家族的女族长，也就是这个家族的女主人，人们很少叫她女族长，而叫她的丈夫做族长。祭祀活动则有明确的分工。家里的由女人负责，庙塔里的则由男人负责。

## 建築
占族的傳統居住建築是高脚屋，婆罗门占族和婆尼占族的高脚屋为传统的低架高脚屋，地板离地仅为35至40公分，伊斯兰占族和赫雷占族则是高架高脚屋。
占族的雕刻艺术和端庄雄伟的塔具有婆罗门教的风格，远望像短柄的火炬，一座塔是一个火炬，每一座塔又有若干火炬构成。每座塔有好几层，每层呈四方形，四角有4个巨大的柱子，都形似火炬，逐层缩短缩小，直到塔尖。塔是用砖砌起来的，他们的砖很独特，只要把砖头浸入水中，砖头的粉末就会流出来成为粘性很强的胶汁，两块砖头就可以牢固地粘合在一起。占族的塔有两种意义，一种是已故國王的陵墓，另一种是为祭神而建造的塔，最早的是6世纪的建筑。占族的塔遍布历史上占族分布的地区，保存完好的美山聖地现已成为世界遺產和著名旅游景点。

## 服飾
年长的占族男子常蓄长髮，布巾缠头，身穿沙笼。但青年男子已经逐渐放弃传统服饰。占族妇女传统服装仍保持民族特色，通常包括传统长衫、里裙和披巾。传统长衣在占族语中叫做“奥卡美甘”（Aw kamei Cam）。其所用布料丰富多样，包括薄纱、丝绒、抽纱等。占族传统长衣为套头服装，衣领为圆形或心形，两侧不开叉。长至或长过膝盖的叫“奥踏”（Aw tah）。长至脚跟的叫“奥铎巴翁”（Aw dwa baung），奥铎巴翁为紧身服饰，腰部有开缝，镶嵌着一排子母扣，穿时紧紧裹着腰部，穿奥铎巴翁的时候里面要搭配裙子，有时还会配上两条互相交叉被称作“塔雷卡巴”（Taley kabak）的腰带。

## 名人
- 区连，占城第一王朝的建立者
- 媚酰，11世纪占城妃子
- 昌·利亚，18世纪阮朝农民起义领袖
- 印拉萨拉，越南诗人
- 波·达玛，越南政治活动家
- 雷·格森，柬埔寨军事人物
- 马田居，越南第十三届国会议员（2011-2016）
- 刘文德，越南第十四届国会议员（2016-2021）
- 布氏春玲，越南第十四届国会议员（2016-2021）
- 唐氏美香，越南第十四届国会议员（2016-2021）

### 引用
1. ↑  .   [2009-02-14]. （原始内容存档于2016-03-22）.
2. 1 2  .   [2009-02-14]. （原始内容存档于2014-08-18）.
3. ↑  Selon l'Ethnologue （页面存档备份，存于）.
4. ↑  Andaya, Leonard Y. . University of Hawaii Press. 2008: 44  [2018-02-22]. ISBN 978-0-8248-3189-9. （原始内容存档于2021-02-08）.
5. ↑  Reid, Anthony. . NUS Press. 2006: 8  [2018-02-22]. ISBN 978-9971-69-331-2. （原始内容存档于2021-02-08）.
6. ↑  . 越南之聲.   [2009-02-14]. （原始内容存档于2021-05-20）.
7. ↑  馬司培羅《占婆史》第一章《土地及人民》，臺灣商務印書館中譯本，6-7頁。
8. ↑  . 越南之聲.   [2009-02-14]. （原始内容存档于2021-05-20）.

### 网页
- Britannica | Cham people （页面存档备份，存于）
- Cham Muslims of the Mekong Delta Book by Philip Taylor about the settlement history, religion, economic life and political relations of the Cham Muslims in the Mekong delta of Vietnam
- Proceedings of the Seminar on Champa